# Bretten
Bretten je velké okresní město v německé spolkové zemi Bádensko-Württembersko, v zemském okrese Karlsruhe 23 kilometrů severovýchodně od Karlsruhe. Město leží na Bertha's Benz Memorial Route, trase první cesty automobilem na delší vzdálenost v roce 1888.
V roce 1497 se v něm narodil Philipp Melanchthon, významný představitel německé náboženské reformace.
V roce 2015 zde žilo 28 826 obyvatel.
Město hraničí s obcemi Knittlingen, Neulingen, Königsbach-Stein, Walzbachtal, Gondelsheim, Bruchsal, Kraichtal a Oberderdingen.